# Wiang Chiang Rung (huyện)
Wiang Chiang Rung (tiếng Thái: เวียงเชียงรุ้ง) là một huyện (‘‘amphoe’’) của tỉnh Chiang Rai, phía bắc Thái Lan.

## Địa lý
Các huyện giáp ranh là (từ phía tây theo chiều kim đồng hồ) Mueang Chiang Rai, Doi Luang, Chiang Khong, và Phaya Mengrai và Wiang Chai của tỉnh Chiang Rai.

## Lịch sử
Tiểu huyện (King Amphoe) được thành lập ngày 1 tháng 4 năm 1995, khi được tách từ Wiang Chai
. At first named Chiang Rung, it was renamed to Wiang Chiang Rung on ngày 1 tháng 3 năm 1996.
Theo quyết định của chính phủ Thái Lan ngày 15 tháng 5 năm 2007, tất cả 81 tiểu huyện đều được nâng thành huyện. Với việc đăng Công báo hoàng gia ngày 24 tháng 8, quyết định nâng cấp này thành chính thức
.

## Hành chính
Huyện này được chia thành 3 phó huyện (tambon), các đơn vị này lại được chia thành 43 làng (muban). Ban Lao là một thị trấn (thesaban tambon) which nằm trên một phần của tambon Thung Ko and Dong Maha Wan. Ngoài ra có 3 tổ chức hành chính tambon (TAO).
| Số TT | Tên           | Tên tiếng Thái | Số làng | Dân số |  |
| ----- | ------------- | -------------- | ------- | ------ |  |
| 1.    | Thung Ko      | ทุ่งก่อ           | 15      | 10.227 |  |
| 2.    | Dong Maha Wan | ดงมหาวัน        | 12      | 6.435  |  |
| 3.    | Pa Sang       | ป่าซาง          | 16      | 9.869  |  |